# کارلووازی
کارلووازی (به لاتین: Karlovasi) یک شهرک در یونان است که در Samos Municipality واقع شده‌است.